# Meliosma sellowii
Meliosma sellowii är en tvåhjärtbladig växtart som beskrevs av Urban. Meliosma sellowii ingår i släktet Meliosma och familjen Sabiaceae. Inga underarter finns listade.